# Achaches (Maroc)
 (avril 2025).
Motif : Absence de sources secondaires centrées en nombre et qualité suffisants
- Archive Wikiwix
- Bing
- Cairn
- DuckDuckGo
- E. Universalis
- Gallica
- Google
- G. Books
- G. News
- G. Scholar
- Persée
- Qwant
- (zh) Baidu
- (ru) Yandex
- (wd) trouver des œuvres sur Wikidata

| 1. | Préciser le motif de la pose du bandeau. | Précisez le motif de la pose du bandeau en utilisant la syntaxe suivante : {{admissibilité à vérifier\|date=juillet 2025\|motif=remplacez ce texte par le motif}}                     |
| 2. | Informer les utilisateurs concernés.     | Pensez à avertir le créateur de l'article, par exemple, en insérant le code ci-dessous sur sa page de discussion : {{subst:avertissement admissibilité à vérifier\|Achaches (Maroc)}} |

Les Achaches ou A'châch (en arabe : الأعشاش) sont une tribu arabes de la Chaouia au Maroc, issues des Banu Sulaym et ont de forts liens avec la tribu des Mzab, les rassemblant en un groupe uni.

## Origines
Les Achaches font remonter leur lignée aux Banu Sulaym, par l'ascendance d'un certain Ahmed ben Kaab ben Ali, issues de la tribu des Bani Ya'qub ben Kaab eux mêmes issues de la tribu des 'Allaq issues des 'Aouf, ben Bahta ben Sulaym.

## Histoire

### Formation de la tribu (VIIIe—XIVe)
Au VIIIe siècle, chassés du Nejd, les Sulaym s’établissent brièvement au Bahreïn avant d’être déplacés à nouveau. Au Xe siècle, ils atteignent la Haute-Égypte, où ils traversent le Nil avec les tribus Hilaliennes. À partir du XIe siècle, les Sulaym migrent en Afrique du Nord, traversant successivement la Tripolitaine et la Tunisie. Une partie d’entre eux s’installe définitivement dans ces régions, tandis que d’autres continuent leur avancée vers l’ouest. Les Achaches arrivent au Maroc avec les tribus Hilaliennes. Cette migration s’effectue selon deux hypothèses principales:
- En 1194, sous le règne de l'Almohade Ya'qoûb al-Mançour.
- Au cours du XIIIe siècle, sous le règne du Mérinide Abu Yusuf Yaqub ben Abd al-Haqq.

Les Achaches s’installent dans le territoire de la Chaouïa, où ils cohabitent avec d’autres tribus berbères et arabes. Ce territoire est marqué par une diversité ethnique notable, incluant des groupes tels que les Doukkala, les Ahl Tadla, et même des familles juives. Dans cette nouvelle vie, les Achaches se sont adaptés aux conditions locales en pratiquant l’élevage et l’agriculture. Leur territoire, bien que parsemé de crêtes et de vallées, leur offre des terrains favorables à la culture et des zones de parcours pour leurs troupeaux après les pluies hivernales.

#### Conflits et Union des Mzâb et des Achaches
La situation géographique et politique des Mzâb et des Achaches, entourés de voisins puissants et enclins au brigandage, les a contraints à une vigilance constante et à des luttes fréquentes pour maintenir leur territoire. Face à des incursions régulières des Zaers, des Ouardigha, des Ahl Tadla et d'autres tribus, les Mzâb et les Achaches ont mis de côté leurs antagonismes pour former une confédération. Ce besoin de survie commune a conduit deux peuples de races différentes à unir leurs forces, bien qu'ils restassent divisés pendant les périodes d'accalmie. Les razzias étaient courantes, et chaque attaque entraînait des représailles, perpétuant un cycle d'agitation dans la région. Cette union politique, bien que fragile, a apaisé la région progressivement.

### L'époque Moderne (XVIe—XXe)

#### Les Achaches face aux Alaouites (1806)
En 1806, les Achaches, établis à l'ouest d'Oujda, jouissaient d'une indépendance. Lorsque Moulay Slimane tenta de leur imposer le paiement de l'impôt, les Achaches résistèrent farouchement. À la tête d'une armée, le gouverneur de Fès, Bâ 'Aqil Es-Soûsi, fut envoyé pour les soumettre, mais les Achaches, loin de se laisser intimider, attaquèrent le camp du gouverneur. Ils pillèrent les bagages, forçant les soldats à une fuite désordonnée jusqu'à la Moulouya.

#### Organisation tribale et changements (1833-1897)
Les Mzâb et les Achaches faisaient autrefois partie du groupe des « Oulâd Bou 'Atiya », aux côtés des Oulad Hriz, des Mdhakra, et des Oulâd 'Ali. Sous le commandement de Griran El-Harîzi et de ses successeurs, ils furent intégrés à l'administration des Caïds, notamment celle de Ber Rechid (Oulad Hriz) vers 1833. Cependant, à partir de 1860, les Mzâb furent considérés comme un groupement distinct des « Oulâd Bou 'Atiya ». Malgré leur union politique, l'autorité d'un caïd unique restait fragile, en particulier chez les Achaches , où des tensions internes persistaient. En 1897, le commandement des deux tribus était exercé par le caïd  El-'Arbi ben Cherqi, des Mzâb. Sa famille avait assumé ce rôle auparavant, mais l'instabilité interne et externe rendait la gestion difficile. Cette même année, la tribu s'est révolté face au Makhzen ayant refusé la tyrannie.

### Résistance contre la colonisation (XXe—XXIe)
Après plusieurs combats, avec l'arrivée massive des forces coloniales françaises, les Mzâb et les Achaches furent confrontés à un nouvel ordre. Au début de 1908, les insurgés manifestèrent des signes de lassitude face aux combats, amorçant des démarches de soumission. Cependant, cette soumission restait précaire en raison de la proximité des Mdhakra, encore en révolte. Pour consolider leur contrôle, les autorités françaises fondèrent le poste de Ben Ahmed le 29 avril 1908, destiné à renforcer la pacification, à désarmer les factions rebelles, et à instaurer une autorité locale stable. El-'Arbi ben Cherqi offrit sa soumission et ses services. Cette décision provoqua l'indignation des tribus voisines, qui pillèrent la kasbah du caïd pour venger ce qu'elles considéraient comme une trahison.
Les démarches de soumission se succédèrent rapidement : le caïd Cherqi Bel-Hadj obtint celle des Oulâd Attou le 3 mai ; le caïd M'hammed ould Bou Chaïb celle des Oulad Hamama le 5 mai ; et le caïd Abd Es-Salâm ben El-Arbi celle des Oulâd Chaïb et des Khlot le 12 mai. Dès le 1er juin 1908, la région connait une paix relative, bien que certains groupes, comme les Oulâd Fârès, résistèrent encore brièvement avant de céder à leur tour face à la pression militaire française.

## Fractionnement
La tribu est composées de 9 fractions différentes: 
- Maarif
  - Krafi
  - Bouyiran
  - Ouled Abd'Allah
  - Messadriyin
  - Ouled Cherki
- Khezazra
  - Khamalshah
  - Ouled Bou Azza
  - Braziyin
  - Ouled Ben Boubker
  - Ouled Ben Youssef
  - Ouled El-Asri
- Ouled Ben Arif
  - Ouled Cheikh
  - Kiyaïla
  - Ouled Mohamed Ben Saïd
  - Ouled Abd an-Naim
  - Ouled Abd'Allah
  - Chamamtha
- Beni Yman
  - Ouled Taleb
  - Ouled Qassem
  - Kashabash
- Ouled
  - Mekhalkliyine
  - Ouled Abbadi
  - Ouled Bouriya
  - Ouled Bou Mezab
- Ouled Mhammed
  - Ouled Attou 
    - Ouled Bou Maira
    - Ouled Kroum
    - Ouled al-’Afiya
    - Ouled Bou Azza

  - Ouled Hamama 
    - Ouled Abd'Allah 
      - Ouled Krafi
      - Ouled Taleb
      - Ouled Kebir

    - Ouled El Hassan
    - Ouled Moumen
    - Gmimat
    - Ouled Bou Aziz
    - Azazah
- Ouled Zireg
  - Ouled Musa
  - Beni El-Maati
  - Ouled Salah
  - Ouled Ben Yahya
  - Ouled el-Hassan
- Ouled Chaib
  - Ouled Amer
  - Ouled Yidin
  - Habajah
  - Ouled Musa
  - Ouled al-Hashimi
- Khlot (certainement issues des Khlot du Gharb, ayant vécu auparavant dans la Chaouïa)
  - Ouled Mohamed
  - Qouader
  - Ouled Hadiya

Ajouter à ça plusieurs familles d'ascendance chorfas idrissides ayant un rôle religieux important.